# パンダコパンダ
『パンダコパンダ』は、東京ムービーの劇場用中編アニメーション作品である。1972年12月17日公開、東宝配給、カラー34分。のちの『となりのトトロ』の原型とも評される。監督は高畑勲で、宮崎駿が原画の他、原案、脚本、画面設定を担当している。東宝チャンピオンまつりの一本であり、同時上映は『ゴジラ電撃大作戦』『怪獣大奮戦 ダイゴロウ対ゴリアス』の2作品。

## 概要
『長くつ下のピッピ』アニメ化のために東映動画からAプロダクション（後のシンエイ動画、以下Aプロ）に移籍した高畑・宮崎および小田部羊一の3人が、原作者の許可が降りなかったため頓挫した後に作られたオリジナル作品。主人公ミミ子が一人暮らしをすること、ミミ子のデザイン（三つ編みで顔にそばかすがある）や、ミミ子の暮らす家の設定（オーブンつき台所）などの要素は、『ピッピ』から引き継がれたものである。
そのようなこともあってか、当時のAプロは東京ムービーの専属下請け会社であったにもかかわらず、このシリーズは同社が率先して企画・制作した。
1972年（昭和47年）に日中友好の一環として中国からジャイアントパンダが上野動物園に贈られたことをきっかけに、日本にパンダブームが起こり、それに合わせて公開された。東宝の「パンダもの」制作の指令により、宮崎駿は『長くつ下のピッピ』用のキャラクターを作り変えた。一方、監督の高畑勲はパンダブームのずっと前からパンダに注目して企画を立てていたと述べている。
本作品の好評を受け、翌年3月17日には続編『パンダコパンダ 雨ふりサーカスの巻』も公開された。
2008年3月15日には渋谷にあるシネマ・アンジェリカなど全国6ヶ所の劇場で『パンダコパンダ』と『パンダコパンダ 雨ふりサーカスの巻』が二作品同時上映された。
テレビ放送では、地上波ではローカル局で再放送されたりしたほか、CS放送局ではカートゥーン ネットワークでも再放送された。
余談だが、終盤の動物園のシーンの観客の中に東京ムービー及びAプロが制作していたアニメのキャラクター（『新オバケのQ太郎』のQ太郎、『ど根性ガエル』のひろしと京子、『ルパン三世 (TV第1シリーズ)』のルパン三世、次元大介）がカメオ出演している（ルパン三世と次元大介は変装での出演）。

## ストーリー
両親のいない小学生の少女ミミ子は、同居している祖母を長崎での法事に送り出し、しばらく一人暮らしとなる。しかし家へ帰ってみると、そこには人語を解する子供のパンダ（パン）がいた。さらにその父親のパンダ（パパンダ）も現れる。このパンダ親子は、ミミ子の自宅の傍の竹薮に誘われて来たという。ミミ子はパパンダに「パパになること」を求め、一方パンに対しては自分が「ママになる」と決めて共同生活を始める。ミミ子はパパンダに対して、「パパは帽子を被り、たばこを吸って新聞を読み、会社へ行くものだ」と諭し、パパンダはそれを素直に受け入れるが、行く会社がなくて戸惑う。それを見たミミ子が「今日はお休みなのね」と言うとパパンダは「会社はずっとお休みです」と宣言する。パパンダはミミ子、パンと遊ぶこととなる。
その矢先、ミミ子の家を訪ねたお巡りさんが、パンダ親子を見て驚く。実はパパンダとパンは動物園から逃げ出していた。警察から聞きつけた動物園の園長は二匹を探して連れ戻そうとする。一方、ミミ子は登校することになり、同行をせがんだパンを「学校ではぬいぐるみのふりをする」条件で連れて行く。だが、授業中にパンは給食室にさまよい出て、そこで頭からカレールウを被ってしまう。黄色く染まったパンを熊と誤認した学校職員や子供たちはパンを追いかける。ミミ子はそれを見つけてとっさに水洗いし、難を逃れた。しかし、今度はお巡りさんがパンダの捜索のために学校を訪れた。その騒ぎの間にパンが迷子になってしまい、皆で探すことになる。見つかったパンは川に流されており、その先には水門と滝があった。ミミ子は川に飛び込んでパンの前足をつかみ、滝の手前の川底をもう片方の手でつかんで流れに耐えていた。そこにやってきたパパンダはその力で水門を閉じ、ミミ子とパンは助けられる。
事件が収束した後、パパンダとパンは動物園に戻った。二匹はミミ子の家から昼の間動物園に通い、パパンダは動物園でタイムカードを押して給料をもらうことになった。「会社に行くパパ」になったパパンダをミミ子は駅で出迎えるのだった。

## スタッフ
- 原案・脚本・画面設定：宮崎駿
- 作画監督：大塚康生、小田部羊一
- 美術監督：福田尚朗
- 撮影監督：清水達正
- 音楽：佐藤允彦
- 原画：河内日出夫、中村英一、近藤喜文、田中勉、青木悠三、本多敏行、本木久年、北原健二、鈴木基司、宮崎駿、香西隆男、小泉謙三、村田耕一、荒木伸吾、才田俊次、山口泰宏、我妻宏
- 動画：平田珠代、有原誠治、山田道代、福富博、春貴健二、上野めぐみ、大竹伸一、堀江孝男、福原兼節、須田裕美子、千葉雅子、湊和良、本居武士、前田みのる、窪田正史、島田和義、高橋道子、田中トモコ、村田マリ子、後上義隆、菊地弘子、中村清、鈴木幸雄、原完治、品川丈夫、森本和枝、児玉弘子、坂下優子
- 背景：現代制作集団
- 撮影：東京アニメーションフィルム
- 現像：東京現像所
- 編集：井上和夫
- 録音：田代敦巳
- 技術：東京スタジオセンター
- 効果：石田サウンドグループ
- 制作進行：真田芳房、熊崎哲男
- 演出助手：向坪利次
- 仕上監督：山浦浩子
- 演出：高畑勲
- 制作協力：Aプロダクション
- 制作：東京ムービー

## 登場人物
ミミ子
杉山佳寿子
主人公。赤毛の三つ編みをした小学生の女の子。明るく元気で、少々のことには動じない性格。所沢市北秋津の一軒家でおばあちゃんと暮らしている。子供ながら簡単な調理、掃除、洗濯などの家事は一通りこなせる。自宅の周りには広い庭があり、その周りは竹やぶで囲まれている。逆立ち（両脚を広げたY字型の倒立）が得意で、作中では嬉しい時や楽しい時によく逆立ちしている。冒頭で自宅にやって来たパンダ父子と一緒に暮らし始める。
パパンダ
熊倉一雄
ジャイアントパンダで、大人の男性かそれ以上の大きさ。作中では人間のように二足歩行で動いたり人語を理解しており、ミミ子たちとも普通に会話する。また、笹だけでなくカレーライスなども食べる。いなくなったパンを探しに来た所、ミミ子と出会う。ミミ子の家の周りにある竹やぶを気に入り、作中では「特に竹やぶがいい」と口癖のように褒めている。ミミ子に親がいないことを知って、留守中の彼女の父親になることを決める。ミミ子から「私のパパ」と呼ばれ始める。
パン
太田淑子
パパンダの息子。ジャイアントパンダだが、幼いため体はまだまだ小さい。パパンダと同じく人間の言葉が話せる。好奇心旺盛でわんぱくな性格なため、時々騒動になることがある。冒頭でミミ子の自宅に偶然やって来る。詳細は不明だが母親はおらず、ミミ子から「あなたのママになってあげる」と言われて喜ぶ。幼いこともあり、時々ミミ子にわがままを言うことがある。
おばあちゃん
瀬能礼子
ミミ子の祖母で、両親のいないミミ子をこれまで育ててきた。冒頭でおじいちゃんの法事がある長崎県に向かうことになり、北秋津駅のホームまで見送りに来たミミ子が1人で留守番することになったことを心配する。法事に行ってからは、ミミ子から毎日届けられる手紙で留守中の様子を知る。
先生
峰恵研
小学校教師。ミミ子のクラス担任。作中では国語の授業で『ちびくろサンボ』を取り上げる。授業中、ミミ子が持ってきた“ぬいぐるみ”を見つけて注意する。
八百屋のおばさん
沼波輝枝
買い物に来たミミ子が、数日間1人で留守番をすることになったと聞くが、頑張り屋さんな彼女に感心する。
雑貨屋のおじさん
梶哲也
買い物に来たミミ子から、数日間留守番をすることになったと聞き、「夜になったら怖くて泣くんじゃないかい？」と心配する。
おまわりさん
山田康雄
北秋津派出所の警官。留守番することなったミミ子に「泥棒が入ったらどうする？」と尋ねる。数日後、ミミ子の様子を心配して自宅まで様子をうかがいに行く。
動物園園長
和田文雄
パパンダとパンが本来暮らしている動物園の園長。数日前に動物園からパパンダとパンが逃げ出し、ミミ子の家にいることを知って連れ戻しに来る。
いじめっ子
市川治
小学生の男の子。飼い犬の散歩中、野原でパンダの親子がミミ子と一緒にいる所を見つけ、取り戻すと園から賞金がもらえるため捕まえようとする。
ナナ
丸山裕子
カヨ
松金よね子
ダイ
山岡葉子

## 主題歌・挿入歌
本作では主題歌として「ミミちゃんとパンダ・コパンダ」（作詞：真田巌、作曲：佐藤允彦、歌：水森亜土）、挿入歌として「ねんねんパンダ」（作詞および作曲：真田巌、編曲：佐藤允彦、歌：水森亜土）が使用されている。
「真田巌」は、佐藤の妻だった中山千夏のペンネームである。
「ミミちゃんとパンダ・コパンダ」は神代知衣によるカバーが存在し、2008年発売のCD『こどものうた ドッカーン! 101きょく』など、日本コロムビアから発売された子供向けアルバムに収録されている。

## 同時上映
ゴジラ電撃大作戦
『怪獣総進撃』の短縮再編集版リバイバル作品。
怪獣大奮戦 ダイゴロウ対ゴリアス
円谷プロダクションの怪獣映画。監督の飯島敏宏は、自作について「ゴジラには勝った」と考えていたが、本作品には驚愕したという。